# Rosières-sur-Mance

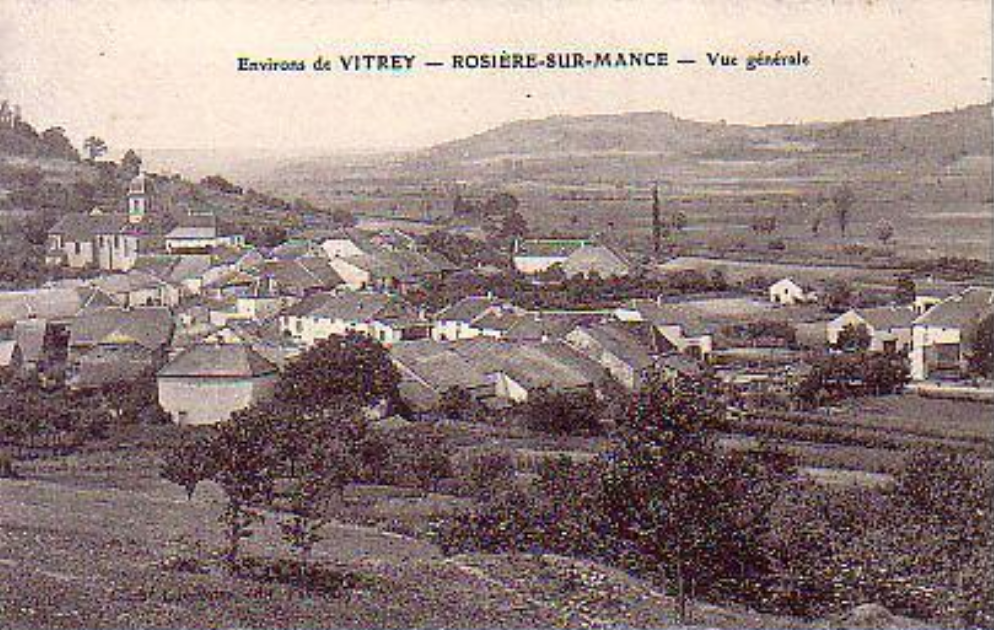
Rosières-sur-Mance auf historischer Postkarte

Rosières-sur-Mance ist eine Gemeinde im französischen Département Haute-Saône in der Region Bourgogne-Franche-Comté.

## Geographie
Rosières-sur-Mance liegt auf einer Höhe von 229 m über dem Meeresspiegel, acht Kilometer westlich von Jussey und etwa 36 Kilometer nordwestlich der Stadt Vesoul (Luftlinie). Das Dorf erstreckt sich im äußersten Nordwesten des Départements, in einer Nische am südlichen Talrand der Mance, gegenüber von Vernois-sur-Mance, in den östlichen Ausläufern des Plateaus von Langres.
Die Fläche des 5,22 km² großen Gemeindegebiets umfasst einen Abschnitt des Plateaus von Langres westlich des oberen Saônetals. Die nördliche Grenze verläuft meist entlang der Mance, welche hier durch eine rund zwei Kilometer breite Alluvialniederung nach Osten fließt. Die Talaue liegt durchschnittlich auf 225 m und wird überwiegend landwirtschaftlich genutzt. Vom Flusslauf erstreckt sich das Gemeindeareal südwärts über die Talaue und einen 60 bis 100 m hohen, meist bewaldeten, steilen Hang bis auf das angrenzende Hochplateau, das eine mittlere Höhe von 290 m erreicht. Der Hang wird durch mehrere Mulden untergliedert, die sich zum Tal der Mance öffnen, darunter das Tälchen des Ruisseau des Roises. Mit 325 m wird auf der Hochfläche östlich des Dorfes die höchste Erhebung von Rosières-sur-Mance erreicht. In geologisch-tektonischer Hinsicht besteht die Hochfläche aus einer Wechsellagerung von sandig-mergeligen und kalkigen Sedimenten, die zur Hauptsache während der Lias (Unterjura) abgelagert wurden.
Nachbargemeinden von Rosières-sur-Mance sind Voisey und Barges im Norden, Cemboing im Osten, Saint-Marcel und Vitrey-sur-Mance im Süden sowie Vernois-sur-Mance im Westen.

## Geschichte
Im Mittelalter gehörte Rosières zur Freigrafschaft Burgund und darin zum Gebiet des Bailliage d’Amont. Die lokale Herrschaft hatten das Kloster Cherlieu zusammen mit einem weltlichen Herrscher inne. Im Jahr 1736 erhielten die Bewohner gewisse Freiheitsrechte zugesprochen. Zusammen mit der Franche-Comté gelangte das Dorf mit dem Frieden von Nimwegen 1678 definitiv an Frankreich. Mit der Eröffnung der Bahnlinie von Vesoul nach Langres wurde der Ort 1858 an das französische Eisenbahnnetz angeschlossen. Heute ist Rosières-sur-Mance Mitglied des 17 Ortschaften umfassenden Gemeindeverbandes Communauté de communes du Pays Jusséen.

## Sehenswürdigkeiten
Die Kirche von Rosières-sur-Mance wurde 1773 neu errichtet und ist als eine der wenigen Kirchen Frankreichs nach Norden orientiert. Sie besitzt einen Turm im Imperialstil, einen Hauptaltar und Gemälde aus dem 18. Jahrhundert sowie eine Kanzel im Stil Louis-seize. An der Straße nach Jussey steht ein Calvaire aus dem 18. Jahrhundert. Zu den weiteren Sehenswürdigkeiten zählen ein befestigter Hof und ein großer Rundbrunnen auf dem Dorfplatz.

## Bevölkerung
| Jahr                       | 1962 | 1968 | 1975 | 1982 | 1990 | 1999 | 2006 |
| Einwohner                  | 207  | 167  | 138  | 103  | 92   | 74   | 79   |
| Quellen: Cassini und INSEE |      |      |      |      |      |      |      |

Mit 54 Einwohnern (1. Januar 2022) gehört Rosières-sur-Mance zu den kleinsten Gemeinden des Département Haute-Saône. Nachdem die Einwohnerzahl in der ersten Hälfte des 20. Jahrhunderts deutlich abgenommen hatte (1896 wurden noch 422 Personen gezählt), wurden seit Beginn der 1990er Jahre nur noch geringe Schwankungen verzeichnet.

## Wirtschaft und Infrastruktur
Rosières-sur-Mance war bis weit ins 20. Jahrhundert hinein ein vorwiegend durch die Landwirtschaft (Ackerbau, Obstbau und Viehzucht) geprägtes Dorf. Heute gibt es einige Betriebe des lokalen Kleingewerbes. In den letzten Jahrzehnten hat sich das Dorf zu einer Wohngemeinde gewandelt. Viele Erwerbstätige sind deshalb Wegpendler, die in den größeren Ortschaften der Umgebung ihrer Arbeit nachgehen.
Der Ort liegt abseits der größeren Durchgangsachsen. Die Hauptzufahrt erfolgt von der Departementsstraße, die von Jussey nach Vitrey-sur-Mance führt. Eine weitere Straßenverbindung besteht mit Vernois-sur-Mance. Der Bahnhof wurde mittlerweile stillgelegt.